# Modalität (Sprachwissenschaft)
Modalität bezeichnet in der Sprachwissenschaft eine besondere Art von sprachlicher Bedeutung, die sich zum Beispiel mit Ausdrücken einstellt wie den Modalverben müssen, können, mit Adverbien wie möglicherweise, vielleicht, bestimmt und vielen anderen Arten von Ausdrücken (und die auch manchmal ohne äußere Kennzeichnung bleibt). Das Besondere an solchen modalen Aussagen ist, dass nicht Einzeltatsachen der wirklichen Welt festgestellt werden, sondern andersartige oder weitergehende Aussagen gemacht werden, die Vergleiche verschiedener „Szenarien“ oder „Möglichkeiten“ enthalten. Beispiele für modale Aussagen im Deutschen, und wie sie die Bedeutung eines einfachen Satzes abwandeln, sind:
```
Einzeltatsache: „Der Hund hat die Wurst gefressen.“
Modalisierte Aussage: „Der Hund 
könnte
 die Wurst gefressen haben.“
```

(Der Zusatz des Modalverbs könnte bewirkt hier, dass die Geltung der einfachen Behauptung für die wirkliche Welt offengelassen wird, sie wird als ein „Szenario“ präsentiert, das neben anderen denkbaren Szenarien steht.)
```
Einzeltatsache: „Ich ging ohne Abendessen ins Bett.“
Modalisierte Aussage: „Ich 
musste
 ohne Abendessen ins Bett gehen.“
```

(Der Zusatz des Modalverbs musste bewirkt hier eine weitergehende Aussage. Etwa: „Es gab keine Alternative.“)
Die Abgrenzung des Gebiets der Modalität wird in der Sprachwissenschaft allerdings nicht einheitlich gesehen; es lassen sich im Wesentlichen zwei Traditionen unterscheiden:
- Zum einen wird Modalität als eine Kategorie aufgefasst, die Sachverhalte charakterisiert, nämlich dahingehend, dass sie nicht der Wirklichkeit angehören, sondern sich auf bestimmte nichtwirkliche Szenarien erstrecken. Die sprachliche Seite der Modalität besteht dann darin, was inhaltlich über Sachverhalte außerhalb der Wirklichkeit ausgesagt wird, und mit welchen sprachlichen Mitteln diese Inhalte ausgedrückt werden. Theorien der Modalität verwenden dann Modelle, die allgemein in der Darstellung des Satzinhalts verwendet werden (Satzsemantik), und schließen an philosophische Konzeptionen von Modalität an, die auch der Modallogik zugrunde liegen.
- In Konkurrenz dazu steht eine Auffassung, dass Modalität wesentlich mit der Kennzeichnung von subjektiven Haltungen eines Sprechers zu einer Aussage zu tun hat. Modalität erscheint dann nicht als Bestandteil eines ausgesagten Inhalts, sondern als eine Art, wie ein Sprecher seine Aussage gegenüber der Welt der Tatsachen positioniert. Der Modalitätsbegriff reicht dann mehr in die linguistische Pragmatik hinüber.

Solche konkurrierenden Konzeptionen von Modalität haben auch Auswirkungen darauf, welche Phänomene überhaupt als „modal“ bezeichnet werden. Als Konsens ist aber erkennbar, dass die Bedeutungen von Modalverben wie können, müssen, dürfen typische Fälle von Modalität darstellen.
Modalität ist zu unterscheiden vom Modus als grammatischer Kategorie (also Indikativ, Konjunktiv, Imperativ etc.). Modalität ist keine grammatische, sondern eine inhaltlich definierte Kategorie. Modalisierte Aussagen können ebenso gut den grammatischen Modus Indikativ tragen wie den Konjunktiv (siehe hierzu auch im Artikel Indikativ). Die traditionelle Bezeichnung „Möglichkeitsform“ für den Konjunktiv ist aus dieser Sicht unangebracht, da der Konjunktiv nicht die Funktion hat, die Modalität der Möglichkeit zu bezeichnen.
In einigen deutschen Grammatikbegriffen kommt der Wortbestandteil modal- auch noch in einer anderen Bedeutung vor und bezeichnet dann ungefähr „Art und Weise“, siehe „Modalsatz“, „Modaladverb“. Diese Lesart von modal hat keinen inhaltlichen Zusammenhang zur hier behandelten Bedeutung (gemeinsam ist ihnen nur die Wortherkunft von lateinisch modus).

## Die Bestimmung der modalen Bedeutung
Die genaue Bedeutung der meisten Wörter, die Modalität signalisieren, ist sehr variabel. Die sprachwissenschaftliche Untersuchung der Modalität befasst sich folglich damit, einerseits das Wesen der modalen Bedeutung als solcher zu bestimmen und andererseits auch, die Gründe für die Bedeutungsvariation zu erklären. In diesem Abschnitt werden zunächst verschiedene Arten von Variation dargestellt, die im Zusammenhang mit modalen Ausdrücken auftreten können, die aber von der Kernbedeutung der Modalität zu trennen sind, gerade weil sie variabel sind.

### Modalität besteht unabhängig von verschiedenen Wirkungen der Äußerung
Modale Aussagen, so wie sie durch Modalverben vermittelt werden, können unterschiedlich eingesetzt werden. Beispielsweise kann die Äußerung des Verbs darf im ersten Satz unten die Erteilung einer Erlaubnis bewirken, und seine Verneinung im zweiten Satz ein Verbot bewirken. Im dritten Satz bewirkt die Äußerung von müssen eine Aufforderung, und im vierten Satz bewirkt können dasselbe (man beachte das Vorkommen des Wortes bitte):
1. „Du darfst heute länger aufbleiben.“
2. „Du darfst von den Früchten dieses Baums nicht essen.“
3. „Du musst mir unbedingt erzählen, wie euer Himalayatrip gewesen ist.“
4. „Können Sie mir bitte sagen, wie spät es ist?“

Dieselben Verben können jedoch stattdessen auch zum einfachen Verweis auf einen Sachverhalt dienen, z. B.:
1. „Woanders dürfen Kinder aufbleiben, so lange sie wollen.“
2. „Früher durfte man auch nicht alle Bäume abernten.“
3. „Niemand muss im Vorstellungsgespräch Fragen nach der Familienplanung beantworten.“
4. „Hast du eine Uhr dabei, so dass du mir die genaue Zeit sagen kannst, falls es knapp wird?“ — „Ja.“

Variable Interpretationen, die den Einsatz von Sätzen für verschiedene kommunikative Zwecke betreffen (so wie Behauptung, Verbot, Aufforderung etc.), werden in der Sprachwissenschaft der Ebene der Pragmatik zugeordnet, im Unterschied zur wörtlichen Bedeutung (der Semantik), die (idealerweise) den Bedeutungskern der Ausdrücke repräsentiert, der in allen Kontexten gleich bleibt und nicht von den jeweiligen Absichten der Kommunikationspartner abhängt. Die Frage nach der Beschaffenheit des Bedeutungstyps namens „Modalität“ ist demzufolge zuerst eine Frage nach der Semantik, von der die kommunikativen Verwendungsmöglichkeiten dann erst abgeleitet werden.
Demzufolge steht in diesem Artikel die semantische Analyse der Modalbedeutung im Vordergrund, also die Frage, welche Bedeutungseigenschaften mit modalen Ausdrücken fest verbunden sind, und um welche Art von Satz es sich bei einer modalen Aussage eigentlich handelt (soweit es geht, unabhängig davon, was er in einem Handlungskontext bewirkt).

### Modalität besteht unabhängig vom Grad der Gewissheit
Im Hinblick auf diese Aufteilung Semantik vs. Pragmatik kann es strittig sein, welche Bedeutungsbeschreibungen überhaupt der eigentlichen, wörtlichen Bedeutung eines Modalverbs zugeschrieben werden sollen. Beispielsweise lassen sich folgende verschiedene Verwendungsweisen des Verbs müssen herausarbeiten:
```
„Der Mann muss geistesgestört sein“
```

1. Der Sprecher bringt mit diesem Satz seine subjektive Ratlosigkeit und sein Unverständnis über den Mann zum Ausdruck. Auch: „Der muss ja wohl GEISTesgestört sein!“ (Großbuchstaben symbolisieren Betonung)
2. Der Sprecher bringt zum Ausdruck, dass er ganz genau über den Mann Bescheid weiß. Auch: „(Wir haben verschiedene Tests durchgeführt, und das Ergebnis ist eindeutig: …) Der Mann MUSS geistesgestört sein.“

In der ersten Verwendung wirkt die Aussage mit müssen also schwächer als einfaches „Der Mann ist geistesgestört“, im zweiten Fall wirkt die Aussage mit müssen stärker als der einfache Satz.
Dieser Vergleich zeigt mit anderen Worten, dass es (auch bei ein und demselben Modalverb) uneinheitlich ist, ob ein Satz mit Modalverb eine größere „Unsicherheit“ des Sprechers über einen Sachverhalt kommuniziert als bei einem einfachen Aussagesatz. Insofern ist es unklar, ob die häufig vorkommende Charakterisierung, Modalität betreffe den „Gewissheitsgrad“ einer Aussage, den Bedeutungskern der Modalität erfasst. Es trifft allerdings zu, dass Modalverben bzw. ihre Formen untereinander nach der Stärke der Aussage abgestuft sein können; so bezeichnet müsste eine schwächere Aussage als muss. Im Gegensatz zur Sphäre des Wirklichen weist Modalität also in sich eine abgestufte Ordnung auf.

### Modalität besteht unabhängig von der Subjektivität einer Aussage

#### Objektive und subjektive Formen der Modalität
Ein gesicherter Befund über Modalität ist, dass zumindest bestimmte Fälle existieren, in denen Modalität zu einer objektiv anderen Aussage führt als der entsprechende einfache Satz. Dies zeigt sich bereits darin, dass der modale Aspekt einer Aussage kontrastiert oder verneint werden kann, insbesondere kann man im obigen Beispiel der zweiten Deutung widersprechen, indem man sagt:
```
 „Nein, er MUSS NICHT geistesgestört sein. (… Es gäbe auch eine andere Erklärung).“
```

Dieses Verhalten steht im Gegensatz zu den sogenannten Modalpartikeln des Deutschen, die nicht verneint werden können, und deren Funktion stets als die „subjektive Abtönung“ einer Aussage beschrieben wird, vergleiche die unmögliche Antwort:
```
 „Er ist nicht geistesgestört. Er ist 
wohl
 nur sehr übermüdet“ — ?? „Nein, er ist es nicht wohl.“
```

Modalverben müssen also nicht unbedingt diesen Charakter einer „subjektiven Abtönung“ haben (sie können es aber wohl auch).
Ein anderes Indiz dafür, dass modalisierte Sätze eigenständige Sachverhalte darstellen können, sind unterschiedliche Konsequenzen aus modalisierten und nichtmodalisierten Sätzen:
1. „Wenn es einen Fehler gegeben hat, muss der Redakteur den ganzen Text noch einmal durchgehen.“
2. „Wenn es einen Fehler gegeben haben könnte, muss der Redakteur den ganzen Text noch einmal durchgehen.“

Beim zweiten Satz ergeben sich Nachprüfungen auch für Fälle, wo es mit dem ersten Satz nicht verlangt wird; also beschreibt das Modalverb könnte im wenn-Teil des zweiten Satzes einen objektiv anderen Sachverhalt, und nicht lediglich eine subjektive Färbung.

#### Modalitätstypen hinsichtlich ihres Status als Aussage
Eine pragmatische Erklärung von variablen Bedeutungsaspekten wie die eingangs skizzierten Interpretationen „Verbot, Aufforderung“ ist nicht der einzige Aspekt, unter dem Pragmatik bei der Untersuchung von Modalität ins Spiel kommen kann. Modalausdrücke könnten auch in dem Sinn als „pragmatisch“ einzuordnen sein, dass sie eine feste Bedeutung bzw. eine feste Funktion haben, die aber auf einer anderen Ebene angesiedelt ist als die Formulierung von Aussagen, die behauptet und bestritten werden können, also wahr oder falsch sein können. Wenn Modalität als ein „pragmatischer“ Gegenstand eingeordnet wird, ist eher dies gemeint: Es seien Inhalte, die in einem Satz transportiert werden, sich aber dem Behauptet- oder Verneintwerden entziehen. Sie existieren dann nur auf der Ebene dessen, wie die Äußerung eines Sprechers in einer Interaktion wirkt.
Unter diesem Gesichtspunkt unterscheidet J. Meibauer in einem gängigen Pragmatiklehrbuch drei Typen von Modalität:
- (a) Aussagen über [objektive] Möglichkeit und Notwendigkeit; z. B. „Fritz kann Präsident werden.“
- (b) Aussagen über Einstellungen zu einem Sachverhalt; z. B. „Ich vermute, dass Fritz Präsident wird“
- (c) Mit der Äußerung transportierte Sprechereinstellungen, die nicht als eigenständige Aussage zugänglich sind, z. B. „Fritz wird wohl Präsident werden“

In Meibauers Text wird diese Liste als Unterteilung einer einzigen Kategorie „Modalität“ angeboten, die Einheitlichkeit der Kategorie ist jedoch kontrovers (siehe übernächster Abschnitt).

### Modalität besteht in verschiedenen inhaltlichen Bereichen
Die deutschen Modalverben sind oft mehrdeutig hinsichtlich der Bereiche, in denen die modale Aussage angesiedelt werden kann. Beispielsweise kann der obige Satz „Der Redakteur muss den Text noch einmal durchgehen“ auf eine Anweisung eines Vorgesetzten Bezug nehmen, der Satz „Der Mann muss geistesgestört sein“ hat hingegen keine plausible Deutung, die sich auf Anweisungen bezieht. Die Einordnung solcher Unterschiede wird im folgenden Abschnitt detaillierter dargestellt.

## Inhaltliche Gliederung des Gebiets der Modalität
Das Gebiet der Modalität kann in verschiedener Weise gegliedert werden. Der Unterschied zwischen Möglichkeit und Notwendigkeit entspricht unterschiedlichen logischen Strukturen (nämlich Arten der Quantifikation); diese Einteilung wird weiter unten im Abschnitt „Logische Analyse“ dargestellt. Im hier folgenden Abschnitt wird zunächst eine Einteilung nach inhaltlichen Bereichen vorgenommen, die in der Literatur auch als die Unterscheidung nach der Modalbasis bezeichnet wird. In allen diesen Bereichen kommen also sowohl Möglichkeit als auch Notwendigkeit vor, aber mit unterschiedlichem Bezug.

### Zirkumstanzielle Modalität
Eine erste Gruppe von modalen Bedeutungen bilden solche Aussagen über Möglichkeit und Notwendigkeit, die auf Eigenschaften der handelnden Person oder auf anderen objektiven Gegebenheiten der Welt beruhen (im Gegensatz zu den „epistemischen“ Modalitäten, die sich um Erkenntnismöglichkeiten drehen; siehe unten). Diese Fälle wurden verschiedentlich unter Bezeichnungen behandelt wie: „agensorientierte Modalität“ (Bybee), „Ereignismodalität“ (Palmer) oder einfach „nicht-epistemische Modalität“, auch in der deutschen Literatur häufig anzutreffen ist die englische Bezeichnung „root modality“. In diesem Artikel wird hierfür die Bezeichnung zirkumstanzielle Modalität verwendet (d. h. „auf den Umständen beruhende Modalität“).
Ein Typ der Möglichkeit, die auf objektiven Umständen basiert, ist die Fähigkeit eines Individuums, etwas zu tun (man spricht hier auch von „dynamischer Modalität“). Beispiele:
```
„Das Kind kann schon lesen.“
```

Unabhängig davon, ob das Kind tatsächlich einmal beim Lesen beobachtet wurde, besagt diese Aussage über die Fähigkeit, dass solche Situationen ein denkbares Szenario sind, soweit es am Kind selbst liegt.
```
„
Hortensien
 können in dieser Gegend wachsen.“
[
9
]
```

Dies ist insofern eine Aussage, die nicht von einer Einzel-Tatsache der wirklichen Welt handelt, als die Wahrheit des Satzes unabhängig davon ist, ob in der fraglichen Gegend jemals schon Hortensien gepflanzt wurden. Dennoch wird eine Aussage über objektive Gegebenheiten gemacht, nämlich dass die Beschaffenheit der Pflanzen und die der Umgebung zusammen derart sind, dass das Vorkommen von ausgewachsenen Hortensien ein denkbares Szenario ergibt. -- Dieses Beispiel zeigt, dass weitere Faktoren einzuschließen sind als nur die Fähigkeiten eines Agens.
Ein anderer Fall ist die sogenannte deontische Interpretation von Modalverben (zu altgriechisch Δέον deon, deutsch ‚Pflicht‘): Diese bezieht sich auf Gebote und Verbote. Sie drückt die Verpflichtung oder Erlaubnis aus, die von einer externen Quelle ausgeht, und somit ebenfalls auf objektiven Umständen beruht (z. B. geltende Gesetze). Beispiele:
- Deontische Notwendigkeit:

```
„Maria 
muss
 um 10 Uhr bei der Arbeit sein.“
```

Unabhängig davon, ob Maria wirklich um 10 Uhr zur Arbeit erscheint, gibt es eine Vorschrift, die besagt, dass nur dies ein ordnungsgemäßes Verhalten ist.
- Deontische Möglichkeit:

```
„Das Kind 
darf
 heute bis Mitternacht aufbleiben.“
```

Unabhängig davon, ob das Kind wirklich aufbleibt oder aufbleiben will, gibt es eine Anweisung der Eltern, die festsetzt, dass dies ein erlaubtes Verhalten ist, d. h., dass es dem Kind insofern „möglich“ ist, aufzubleiben.
Weitere verwandte Fälle von Modalität sind:
- Buletische Modalität; (zu altgriechisch Βουλητικό bουlitkόs, deutsch ‚Wille‘), bezogen auf Wünschen und Wollen eines Agens.

```
„Wenn du sie treffen willst, 
musst
 du hier warten.“
```

Der Zwang zu warten folgt hier aus keinem äußeren Gesetz, sondern aus dem Willen des Subjekts, das dadurch etwas erreichen will.
- Alethische Modalität; (zu altgriechisch Ἀλήθεια aletheia, deutsch ‚Wahrheit‘) bezogen auf logische Gesetze o. ä., die eine Schlussfolgerung sichern:

```
„Wenn eine Primzahl größer als 2 ist, 
muss
 sie ungerade sein.“
```

(Diese Variante bildet eventuell bereits einen Übergangsbereich zum nächsten, dem epistemischen Typ).

### Epistemische Modalität
Im Gegensatz zu den oben behandelten modalen Erscheinungen, die auf objektiven Gegebenheiten beruhen, gibt es Varianten von Möglichkeit und Notwendigkeit, die lediglich darauf beruhen, was in einem Einzelfall erkennbar ist; diese Fälle werden daher als „epistemische Modalität“ bezeichnet (zu altgr. epistḗmē „Wissen“). Auch hier kann man Möglichkeit oder Notwendigkeit auf derselben Basis unterscheiden; ein geeigneter Kontext für solche Beispiele sind z. B. Kriminalgeschichten:
- Epistemische Notwendigkeit:

```
„Der Gärtner 
muss
 der Mörder sein.“
```

Statt einer Verpflichtung eines handelnden Subjekts bezeichnet dieser Satz eine Beurteilung der Faktenlage in einer Situation: Nach dem, was man schon weiß, ist in allen denkbaren Szenarien (deren Einzelheiten vielleicht noch offen sind) jedes Mal der Gärtner der Mörder, es sind keine Alternativen erkennbar, in denen es anders sein könnte.
- Epistemische Möglichkeit:

```
„Der Gärtner 
könnte
 der Mörder sein.“
```

Nach dem, was man schon weiß, gibt es ein widerspruchsfreies Szenario, in dem der Gärtner sich als der Mörder erweist, aber es gibt auch alternative Szenarien, in denen es nicht so ist.
Epistemische Modalität wird den zirkumstanziellen Interpretationen als ein eigener Typ gegenübergestellt, weil die Ausdrücke fundamentale Unterschiede in ihrem grammatischen und logischen Verhalten aufweisen. So verhalten sich zirkumstanzielle Modalverben so, dass sie eine eigene semantische Rolle an das Subjekt vergeben, z. B. als den Träger einer Fähigkeit. Epistemische Modalverben hingegen zeigen keine Wechselwirkung mit dem Subjekt des Satzes, sondern hängen von einer Einschätzung ab, die vom Sprecher des Satzes getroffen wird (auch wenn diese sich wiederum auf die vorhandenen Fakten stützt). Ein weiterer Unterschied besteht in dem Zusammenspiel mit dem Tempus und anderen zeitlichen Eigenschaften des Satzes, wie in folgendem Kontrast:
1. „Der Gärtner musste zuhause bleiben.“ (deontisch)
2. „Der Gärtner muss zuhause geblieben sein.“ (epistemisch)

Der erste Satz lässt sich plausiblerweise deontisch interpretieren, das Modalverb musste besagt dann, dass von einem vergangenen Zeitpunkt die Rede ist, zu dem eine Vorschrift galt. Das Modalverb ist also logisch unter dem Tempus eingebettet (bzw. das Tempus hat Skopus über das Modalverb). Im zweiten Satz wird dagegen eine Sicht der Dinge geäußert, die sich aus den gegenwärtigen Verhältnissen begründet, und einen vergangenen Sachverhalt wahrscheinlich macht — d. h. die Zeitangabe „Vergangenheit“ ist logisch unter dem Modalverb eingebettet, umgekehrt als im ersten Beispiel. Eine deontische Interpretation, mit einer Anweisung zuhause zu bleiben, ist für das zweite Beispiel gar nicht möglich, weil eine gegenwärtige Anweisung nicht in der Vergangenheit erfüllt werden könnte. — Das Ergebnis dieses Vergleichs illustriert den allgemeinen Befund, dass zirkumstanzielle Modalverben „tiefer“ in der logischen Struktur angesiedelt sind als epistemische (sie neigen nicht nur dazu, einer Zeitangabe untergeordnet zu werden, sondern auch der Negation und quantifizierten Subjekten).

### Die Frage nach weiteren sprecherbezogenen Arten der Modalität

#### Modalität und Evidentialität
In der Literatur herrscht Uneinigkeit über weitere Ausdehnungen des Modalitätsbegriffs auf Erscheinungen, die vor allem der epistemischen Modalität ähneln. Dies betrifft zum Beispiel die Kategorie der Evidentialität. Im Deutschen wird die Bedeutung des Modalverbs sollen im folgenden Beispiel als „evidenziell“ bezeichnet:
```
„Er 
soll
 steinreich sein“ ≈ Es heißt / Man sagt, er sei steinreich.
```

Evidentialität ist in einigen Sprachen eine grammatische Kategorie, die in Verbformen angezeigt wird. Sie drückt dann aus, aus welcher Quelle der Sprecher eine Information hat, unterteilt vor allem danach, ob er den beschriebenen Sachverhalt selbst gesehen hat oder ob er ihm berichtet wurde, ob er aus Anzeichen erschlossen wurde usw. Das Verb „sollen“ im obigen Beispiel wird in der deutschen Grammatik als „Modalverb“ bezeichnet, weil es in dieselbe grammatische Klasse fällt wie „müssen“, „können“ usw. oder auch wie andere Lesarten von „sollen“. Manche Autoren haben die Position vertreten, dass es sich bei epistemischer Modalität und Evidentialität auch inhaltlich um ein und dieselbe Kategorie handle, etwa im Rahmen einer allgemein „sprecherorientierten Modalität“. Die Gemeinsamkeit sei, dass die Relation des Sprechers zur ausgedrückten Information in Frage stehe. Andere Autoren vertreten die Position, dass Evidentialität und epistemische Modalität verschiedenartige und unabhängige Kategorien seien, denn bei Modalität gehe es um den Geltungsbereich einer Aussage (der sich auf mögliche Szenarien erstreckt), bei Evidentialität gehe es um die Nennung der Gründe für eine Aussage, also die Informationsquelle.

#### Modalität und die Funktionen des Konjunktivs
In ähnlicher Weise entsteht die Frage, ob der Gebrauch des Konjunktivs unter den Begriff der Modalität fallen sollte, denn beispielsweise ähnelt der Konjunktiv in indirekter Rede einer Markierung von Evidentialität, vergleiche die Verbform „habe“ in folgendem Beispiel, mit dem die Herkunft des Satzes aus einer Äußerung McCains markiert wird:
```
„Direkt danach schloss sich McCain der vernichtenden Bewertung an. Trump 
habe
 keine Ahnung von Außenpolitik“…
[
16
]
```

Dies eröffnet die Möglichkeit für Verwendungen des Begriffs Modalität in einer Weise, dass damit generell „Haltungen des Sprechers zur Proposition“ markiert werden, und wonach Modalität auch in den Bereich der grammatischen Kategorie Modus hinüberreiche. Derart breiten Konzeptionen von Modalität ist auch widersprochen worden: So argumentiert De Haan (2001), dass der Konjunktiv in freier indirekter Rede als Markierung „unbestätigter Information“ einzustufen sei und nicht einmal mit Evidentialität gleichzusetzen sei (die er auch bereits von Modalität trennt). Im Wesentlichen markiert der Sprecher eines solchen indirekten Zitats, dass er nicht einmal als Äußerer des Satzes zählt, im Gegensatz zum evidentiellen Modalverb sollen, mit dem für eine eigene Äußerung lediglich eine externe Informationsquelle angedeutet wird.
Hacquard (2011) verweist auf eine Beobachtung zum Französischen, wo Modalverben, wenn sie nicht mit Infinitiv, sondern mit einem finiten Nebensatz konstruiert werden, dazu neigen darin den Konjunktiv (bzw. Subjonctif) zu verlangen. Dies zeige einen Zusammenhang zwischen den Kategorien Modus und Modalität — aber zugleich zeige der Fall auch, dass die beiden Kategorien nicht gleichartig sind, da der Modus hier nur als grammatisch abhängiger Reflex einer inhaltlich definierten Kategorie „Modalität“ auftritt, die anderswo im Satz lokalisiert ist.

### Kontroversen um die Einheitlichkeit des Begriffs Modalität
Die verschiedenen Möglichkeiten, den Begriff Modalität einzuteilen und einzugrenzen, spiegeln sich in unterschiedlichen Definitionen, die in der Literatur für den gesamten Bereich gegeben wurden, soweit dies überhaupt versucht wurde. Überwiegend herrscht Einigkeit darüber, dass Modalverben des Müssens und Könnens typische Fälle, also einen Kernbereich, der Modalität bilden, Ungewissheit besteht vor allem darüber, wie weit der Begriff in Bereiche auszudehnen ist, die der epistemischen Modalität zumindest ähneln, oder ob vielleicht eine Familie der epistemischen Funktionen allein als Prototyp gesehen werden sollte. Theorien der Modalität können sich in dieser Situation dafür entscheiden, Bereiche auszuschließen, die gleichwohl anderswo in der Literatur als „modal“ bezeichnet werden.

#### „Modal“ als mehrdeutige Bezeichnung
Öhlschläger (1984) fasst seinen Literaturüberblick (der allerdings nur den Kenntnisstand der 1980er Jahre enthält) folgendermaßen zusammen:

„[Es] zeigt sich, daß keiner der vorgeschlagenen Modalitätsbegriffe in der Lage ist, alle als modal bezeichneten Ausdrücke zu erfassen. Dies wird oft nur dadurch verdeckt, daß modal mehrdeutig oder anders verwendet wird, als es definiert wurde, falls es nicht einfach ohne Erläuterung gebraucht wird.“

Insbesondere gibt es keine wissenschaftlichen Quellen, die modal im Sinne von Modaladverb (ungefähr: Art-und-Weise-Adverb) in eine Behandlung der Modalität im Sinne von Modalverb einschließt. Öhlschläger gibt allerdings keine Kriterien dafür an, welche anderen Fälle von weitgefassten Modalitätsbegriffen ebenso auf einfacher Mehrdeutigkeit oder Vagheit des Begriffs beruhen könnten.

#### Modalität als heterogene Dach-Kategorie
Eine sehr breite Definition von Modalität vertritt Frank Robert Palmer. Er betrachtet die Modalität als eine grammatische Kategorie, die gleichrangig neben Tempus und Aspekt steht. Die beiden Hauptgruppen seien dann Propositional- und Ereignismodalität. Seiner Auffassung nach hat „Modalität“ die Stellung einer Oberkategorie, die dann die Unterkategorien des „Modus“ und des „Modalsystems“ umfasst. Letztere Unterkategorien dienen dazu, modale Inhalte grammatisch zum Ausdruck zu bringen. Der Modus kann durch die Gegenüberstellung etwa von Indikativ und Konjunktiv und das Modalsystem durch die Funktionen der Modalverben illustriert werden.
Da der Modus eine Flexionskategorie ist, mithin durch grammatische Regeln verlangt werden kann und einzelsprachlich verschieden ausgeprägt sein kann, ist also auch in einer solchen breit angelegten Einteilung der Modus immer noch der Modalität gegenüberzustellen, die eine inhaltlich definierte, also auch sprachunabhängig definierte Kategorie ist.
Ähnlich breit angelegt ist die Definition von Lewandowski (1994):

„Modalität ist eine den Modus einschließende übergreifende (…) semantisch-pragmatische (kommunikative) Kategorie, die das Verhältnis des Sprechers zur Aussage und das der Aussage zur Realität bzw. zur Realisierung eines Gegebenen zum Ausdruck bringt und grammatisch und / oder lexikalisch, intonational, rhetorisch usw. realisiert werden kann.“

#### Modalität als sprecherbezogene oder pragmatische Kategorie
Vor allem in philologisch orientierten Traditionen finden sich Definitionen, die den Sprecherbezug hervorheben und Modalität so auch mit einer pragmatischen Kategorie in Verbindung bringen. Beispielsweise:

„Modalität ist eine funktional-semantische Kategorie, die ein System darstellt, in welchem Mittel verschiedener Ebenen der Sprache – morphologische, syntaktisch-konstruktive, intonatorische und Wortbildungsmittel – zusammenwirken und zum Ausdruck bringen, ob der in der Äußerung sprachlich ausgedrückte Bewußtseinsinhalt des Sprechenden als mit der Wirklichkeit übereinstimmend bezeichnet wird oder nicht.“

Andere klassische Definitionen, die in eine ähnliche Richtung gehen, charakterisieren Modalität als:
- Verhältnis der Aussage des Sprechers (Realität) zur Wirklichkeit;[23]
- Verhältnis des Sprechers zum Satzinhalt;[24]
- Verhältnis des versprachlichten Sachverhaltes zur Wirklichkeit und das Verhältnis des Sprechers zum Satzinhalt.[25]

Dem Wortlaut nach hätten solche Definitionen die Konsequenz, dass der Bereich der zirkumstanziellen Modalität komplett ausgeschlossen wird (obwohl gleichzeitig bei solchen Fällen immer noch von „Modalverben“ gesprochen wird). Die These, dass zirkumstanzielle Modalverben vom übrigen Bereich der Modalität abzutrennen seien, ist auch von einzelnen Autoren gezielt vertreten worden, wird aber nicht allgemein akzeptiert. In der Literatur wird teilweise angenommen, dass pragmatisch verankerte Markierungen wie Modalpartikeln mit epistemischen Modalverben die Gemeinsamkeit aufweisen würden, dass beide nicht zum ausgesagten Satzinhalt (Proposition) zählten bzw. nicht zu den Wahrheitsbedingungen des Satzes zählten. Für epistemische Modalverben ist eine solche Charakterisierung aber bestritten worden (die Gegenargumente wurden bereits weiter oben dargestellt).

#### Modalität als Möglichkeit und Notwendigkeit
In vielen Gesamtdarstellungen der Modalität (vor allem aus der Tradition der modelltheoretischen Semantik, aber ebenso in der Sprachtypologie) wird der Begriff ausdrücklich auf die Bezeichnung von Möglichkeit und Notwendigkeit eingeschränkt, und als semantische Kategorie eingestuft. Damit werden also in erster Linie die zirkumstanzielle und epistemische Modalität zusammengefasst, und Evidentialität, Modus sowie diverse pragmatisch verankerte Kategorien von der Modalität abgetrennt. Diese Zusammenfassung wird bereits dadurch nahegelegt, dass viele Modalverben genau zwischen zirkumstanziellen und epistemischen Deutungen mehrdeutig sind. Sprachvergleichende Untersuchungen ergeben allerdings, dass dies weitgehend eine Besonderheit europäischer Sprachen sein dürfte (siehe unten). Ein anderer Grund für diese Einteilung ist außerdem, dass zirkumstanzielle und epistemische Modalität mithilfe derselben logischen Strukturen analysiert werden können. Grundlage für diese Sicht ist die einheitliche Analyse der Modalität als Quantifikation über mögliche Welten, die im nächsten Abschnitt dargestellt wird.

## Logische Analyse von Modalausdrücken
Aussagen über Möglichkeit und Notwendigkeit zeichnen sich dadurch aus, dass sie sich nicht (allein) auf einzelne Fakten der Wirklichkeit beziehen, sondern für die Geltung ihrer Aussage alternative Möglichkeiten einbeziehen. Eine einflussreiche Theorie in der Philosophie und Semantik sieht diese alternativen Möglichkeiten oder Szenarien als Gegenstände, über die die Sprache Aussagen macht, eben durch die modalen Ausdrücke. Man nennt diese Objekte meist „mögliche Welten“ und führt in der logischen Darstellung eine Variable „w“ für sie ein. Die Wirklichkeit ist eine besonders ausgezeichnete Welt in dieser Menge, was z. B. als w° symbolisiert wird. Die Gültigkeit einer Proposition besteht dann in Bezug auf eine bestimmte Welt, d. h. Propositionen können gleicherweise wahr sein in Bezug auf die wirkliche Welt oder in Bezug auf eine bestimmte mögliche Welt w; so ergeben sich Darstellungen wie z. B.: p (w°) = 1 oder p (w) = 1 (wobei „=1“ zu lesen ist als "hat den Wahrheitswert 1" bzw. „ist wahr“).
Modalausdrücke bezeichnen dann eine Quantifikation über solche Mögliche Welten. Im Kern bedeutet dies:
- eine Aussage über eine Möglichkeit entspricht einer Existenzaussage. Beispiel: „Der Gärtner könnte der Mörder sein“ = „Es gibt eine mögliche Welt, in der der Gärtner der Mörder ist“;
- eine Aussage über eine Notwendigkeit entspricht einer All-Aussage. Beispiel: „Der Gärtner muss der Mörder sein“ = „Nach dem gegenwärtigen Stand der Erkenntnis ist es in allen möglichen Welten so, dass der Gärtner der Mörder ist“.

Diese Darstellung muss jedoch ergänzt werden, da die Aussagen soweit zu stark wären. Die Aufgabe ist also, geeignete Einschränkungen zu formulieren, die die Menge der infrage kommenden Welten begrenzen. Zum Beispiel ergeben dann Modalausdrücke der Notwendigkeit genauso wie alle anderen All-Aussagen die Struktur einer wenn-dann-Beziehung, sie enthalten also einen wenn-Teil, der eine Einschränkung der infrage kommenden Objekte vornimmt. Beispiele:
- „Alle Griechen sind Lebenskünstler“ = Für alle x: Wenn x ein Grieche ist, dann ist x ein Lebenskünstler.
- „Der Gärtner muss der Mörder sein“ = Für alle Welten w: Wenn w vereinbar ist mit dem, was wir über die Wirklichkeit wissen (und...), dann ist in w der Gärtner der Mörder.

Die angehängte Klammerbemerkung „(und …)“ deutet an, dass im jeweiligen Kontext weitere Bedingungen erschlossen werden können, welche möglichen Welten in Betracht gezogen werden. Die Unterschiede in der Modalbasis, die im ersten Abschnitt oben dargestellt wurden, erscheinen nun als Bedingungen, die eine bestimmte Menge von möglichen Welten auswählen, also „Notwendigkeit in Bezug darauf was das Gesetz befiehlt“ (deontische Modalität), „Notwendigkeit in Bezug darauf, was wir über die Wirklichkeit wissen“ (epistemische Modalität, siehe obiges Beispiel) usw. Eine klassische Version der Modalsemantik in diesem Rahmen findet sich in den Arbeiten von Angelika Kratzer.
Aus dieser Darstellung ergibt sich, dass man von Ausdrücken, deren Bedeutung mögliche Welten heranzieht, generell sagen kann, dass sie eine modale Komponente haben. Dennoch können Verben oder Verbformen mit modaler Komponente von Modalverben klar abgegrenzt werden, weil Modalverben so definiert sind, dass sie nur eine modale Quantifikation ausdrücken (zusammen mit einem Vollverb). Zum Beispiel redet das Verb „glauben“ von möglichen Welten, nämlich dem was der Glaubende sich vorstellt. Beispielsweise ist der folgende Gesamtsatz dadurch wahr, dass jemand wirklich glaubt, was der „dass-Satz“ besagt, der dass-Satz beschreibt jedoch mögliche Welten, die nicht mit der Wirklichkeit übereinstimmen müssen.
- Ich glaube, dass Spinat sehr gesund ist.

Das Verb glauben ist kein Modalverb, weil es hauptsächlich den Zustand beschreibt, in dem der Glaubende sich befindet: Er hat eine Einstellung zu einer Proposition, die durch das direkte Objekt des Verbs ausgedrückt wird. Von modaler Natur ist nur die Beziehung dieser Proposition zur Wirklichkeit.
Ebenso haben Verben im Imperativ eine modale Komponente, weil die Handlung, zu der aufgefordert wird, ja nicht schon in der Wirklichkeit vorliegt. Es handelt sich jedoch nicht um ein Modalverb, alleine schon, weil der Imperativ keine Aussage macht.

## Der Ausdruck von Modalität in verschiedenen Sprachen

### Modalausdrücke im Deutschen
Das Deutsche ermöglicht es, Modalität mit verschiedenen sprachlichen Mitteln zu realisieren:
- die zuvor beschriebenen Modalverben,
- Adverbien; modale Satzadverbien werden in der deutschen Grammatik manchmal als Modalwörter bezeichnet (z. B. möglicherweise, sicherlich, vielleicht). Ferner Adjektive (die auch adverbiell verwendet werden können): vermutlich, wahrscheinlich.
- Modalpartikeln (z. B. eben, etwa, aber, schon, doch, eigentlich)
- Einer Konstruktion aus einem Kopulaverb (sein, haben, bleiben) mit „zu-Infinitiv“, der sogenannte modale Infinitiv: „Das ist nicht zu schaffen“, „Der Hund hat zu gehorchen“, „Das bleibt noch zu beweisen“

### Typologie der Modalausdrücke
Die indoeuropäischen Sprachen weisen entweder ein ausgeprägtes System von Modalverben oder ein ausgeprägtes Modus-System auf, obgleich es auch Sprachen gibt, für die beides gilt. Im Englischen werden Modalverben sehr häufig verwendet, während der Modus fast gänzlich verschwunden ist.
In den romanischen Sprachen hingegen wirkt stark der Modus etwa der französische subjonctif, der spanische subjuntivo, der portugiesische subjuntivo o conjuntivo oder der italienische congiuntivo. Zugleich existieren in der Romania aber auch Modalverben. Die romanischen Modalverben sind allerdings weniger grammatisiert als etwa im Englischen, und überdies ist für einzelne romanische Sprachen ein Rückgang bei der Verwendung des Modus festzustellen, so im gesprochenen Französisch. Palmer vertritt die Ansicht, dass hinsichtlich der Entwicklung der Modalität in einer Sprache sich beide Unterkategorien gegeneinander mehr oder weniger ausgleichen und dass in einer Sprache, in der es den Modus sowie Modalverben gibt, eine dieser Kategorien die andere im Laufe der Zeit ersetzen würde.